# Megalothorax hipmani
Megalothorax hipmani je druh chvostoskoka rodu Megalothorax, který byl objeven na Slovensku v roce 2013.
Byl nalezen v několika jeskyních Nízkých Tater, Muránské planiny, Velké Fatry a Strážovských vrchů. Je dobře adaptovaný na život v jeskyních, například i díky zřetelně prodlouženým drápům na nohách. Ty jim umožňují snadnější pohyb po kluzkém povrchu a po hladině vody. Jeho velikost je méně než 0,5 mm.